# Ordnance Factory Itarsi
Ordnance Factory Itarsi è una suddivisione dell'India, classificata come census town, di 10.265 abitanti, situata nel distretto di Hoshangabad, nello stato federato del Madhya Pradesh. In base al numero di abitanti la città rientra nella classe IV (da 10.000 a 19.999 persone).

## Geografia fisica
La città è situata a 22° 36' 60 N e 77° 48' 57 E.

## Società

### Evoluzione demografica
Al censimento del 2001 la popolazione di Ordnance Factory Itarsi assommava a 10.265 persone, delle quali 5.490 maschi e 4.775 femmine. I bambini di età inferiore o uguale ai sei anni assommavano a 724, dei quali 361 maschi e 363 femmine. Infine, coloro che erano in grado di saper almeno leggere e scrivere erano 8.838, dei quali 5.056 maschi e 3.782 femmine.